# MH Tapolcai Kiképző Központ
A Magyar Honvédség Tapolcai Kiképző Központ a Magyar Honvédség kiképző központja volt 1950–2006 között. A békeidős sorkatonai szolgálat eltörlése miatt a mindhárom kiképző központot a tapolcai mellett a MH Savaria Kiképző Központot és az MH Alföldi Kiképző Központot bezárták.

## Rendeltetése
- Sorkatonák alap és szakalapozó kiképzésének végrehajtása három kiképző zászlóalj kötelékében
- Szerződéses katonák emelt szintű alap- és szakalapozó képzése, önálló kiképző század kötelékében
- Hivatásos és szerződéses állomány továbbképzése.
- Önkéntes tartalékos katonák felkészítése

## Története
A Tapolcai Kiképző Központ története 1950-re nyúlik vissza. Ekkor alakult meg jogelődje 38. Lövészezred néven október 15. és november 1. között Veszprémben a Jutasi Laktanyában. Első parancsnoka Horváth Ferenc főhadnagy volt. 
Az ezred a 19. Lövészezredből és a 62. Rohamtüzér Osztályból jött létre. Az ezred tisztikarának zöme a "Dózsa" Gyalogos Tiszti Iskolán, 1950. őszén avatott tisztekből állt. Az ezred a 9. Lövész Hadosztály alárendeltségébe került, melynek parancsnoksága Veszprémben volt. 
Az ezred 1950. december 12-én a "Veszprémi Fémfeldolgozó Vállalat" dolgozóitól csapatzászlót kapott. 
Az ezred az 1950/51-es kiképzési évben sorlegénység, tartalékos és póttartalékos legénység, illetve tisztesek kiképzését folytatta. A nyári kiképzés lefolytatására az ezred 1951. április 2-től szeptember 23-ig táborba vonult. 
Az ezred 1951. október 25-30. között Veszprémből Tapolcára díszlokált. Létszáma ekkor 97 tiszt, 134 tiszthelyettes és 525 honvéd volt. Az 1951/52-es kiképzési évben az előző kiképzési évhez hasonlóan sorlegénység, tartalékos és póttartalékos állomány kiképzése folyt, ám felállításra került egy tiszthelyettes képző iskola is, melyben a kiképzés megszervezését és végrehajtását szintén az ezred személyi állománya hajtotta végre. 
A nyári kiképzés végrehajtására az ezred 1952. március 20-tól október 16-ig a diszeli erdőben táborozáson vett részt, ahol a már megszokott kiképzési feladatokon túl egyetemi hallgatók kiképzése is folyt augusztus hónapban. 
Szintén ez év március 18-tól május 21-ig az ezredtől egy megerősített lövésszázad a nyugati határon a határőrséggel együttműködve készültségi szolgálatot látott el. 
1953. október 20-án az 1. lövész zászlóalj Keszthelyre lett kikülönítve, ahonnan 1954. januárjában Újdörögdre költözött át. Ugyancsak Újdörögdre lett kikülönítve az ezred híradó százada is. 
Az 1954/55-ös kiképzési évben változott az állománytábla. Bár a 3. zászlóalj továbbra is csak kiképző keretből állt, az ezred állományából törölték a lovakat. A szállító és szakfegyvernemi alegységeket gépkocsival töltötték fel. 
Az ezred az 1956-os forradalom és szabadságharc kitörése után október 24-én a 9. Lövész Hadosztálytól parancsot kapott riadó készültségre. Ettől a pillanattól kezdve állandó harckészültségben volt az ezred. Még aznap a 9. Lövész Hadosztály parancsnoka az ezred 1. lövész zászlóalját Bíró László őrnagy parancsnoksága alatt Keszthelyre vezényelte a hadosztály törzs védelmének biztosítására. 
Az ezred 1957. március 1-én a karhatalmi szolgálatot teljesítő, valamint az újonnan ide helyezett tisztekből újjá alakult. Az ezred újjászervezése április 15-én befejeződött és a katonai szervezet a MN 8. Gépkocsizó Lövészezred elnevezést kapta. Ezzel egyidejűleg a kaposvári 9. Gépkocsizó Lövészhadosztály alárendeltségébe került. 
Még ez év október 5-én a Honvédelmi Minisztérium a csapatzászlót bevonta és már az új címerrel látta el. A hozzá tartozó oklevelet ennek megfelelően módosították. 
Az 1959/60-as kiképzési évben az ezred összlétszáma 1963 fő volt. Ebből tiszt 198 fő, tiszthelyettes 124 fő, tisztes és honvéd 1641 fő.
1960. őszén az ezred állományába szerveztek egy harckocsi zászlóaljat is 22 db harckocsival. 1961. őszén az ezredet ismét átszervezték, és harcoló alakulattá nyilvánították. 
Az ezred összlétszáma 1732 fő volt. Ebből tiszt 144 fő, tiszthelyettes 80 fő, honvéd 1508 fő. 
1963-ban az ezredet a "PILIS” feladat keretében harckocsi ezreddé szervezték át, és teljes mértékben átfegyverezték. A hivatásos állományt Rétságon képezték át. Az alakulat harcoló és harcbiztosító alegységei a következőkből álltak: 
A fenti szervezési változások után az ezred összlétszáma 820 fő volt. Ebből tiszt 88 fő, tiszthelyettes 44 fő, tisztes és honvéd 698 fő. Az alakulat állománytáblájába tartozott még 113 db gépjármű és 70 darab harckocsi. 
Az ezred 1963. augusztus 8-án a 9. Gépkocsizó Lövészhadosztály alárendeltségéből a 8. Gépkocsizó Lövészhadosztály alárendeltségében került. Ebben a kiképzési évben T-34-es és T-54-es harckocsikra folyt kiképzés.
A haderőreform keretében 1987-ben újabb átszervezés következett, harckocsi ezredből harckocsi dandárrá alakult át a katonai szervezet. Ezzel egyidejűleg átkerült a 2. Gépesített Hadtest alárendeltségébe. A katonai szervezet létszáma és technikája bővült: 4 harckocsi zászlóaljjal, 1 gépesített lövész zászlóaljjal és 1 önjáró tüzérosztállyal rendelkezett.
1990-ben a gépesített lövész zászlóalj, a felderítő század, valamit a törzsfőnöki PSZH-k BMP-1-re lettek lecserélve. Ebben az esztendőben választotta névadójául a dandár személyi állománya Kinizsi Pál nagyvázsonyi várkapitányt, akinek tiszteletére emléktáblát avattak a parancsnoki épület falán. Szintén ez év márciusában a katonai szervezet új csapatzászlót kapott Tapolca város önkormányzatától.

1991. november 1-én a katonai szervezet átkerült az 1. Katonai Kerületparancsnokság (Tata) alárendeltségébe. 
1995. december 15-től a harckocsi dandár kiképző dandárrá alakult át. Ezzel egyidejűleg a Dunántúli Kiképző Központ megalakulásáig a katonai szervezet átkerült a Szárazföldi Csapatok Parancsnoksága alárendeltségébe. A MH 8. Kinizsi Pál Harckocsi Dandár pedig "M” szervezetté alakult. A kiképző dandár személyi állománya 60 tisztből, 80 tiszthelyettesből, 111 tisztesből és 519 honvédből, összesen 770 főből állt. 
A honvédelmi miniszter 122/1997. számú határozatában önálló költségvetési szerv alapítását rendelte el Tapolcán és Szombathelyen. A katonai szervezet megnevezése Dunántúli Kiképző Központ, székhelye pedig Tapolcán került kijelölésre. A Dunántúli Kiképző Központ állománytáblája 1997. április 1-én lépett életbe, tevékenységét pedig a 2. Gépesített Hadosztály parancsnokság (Kaposvár) alárendeltségében folytatta. A katonai szervezet elsőként a Magyar Honvédség új rendszerű kiképzésén belül 180 órás kísérleti alapkiképzést hajtott végre. Ez szolgált alapul a jelenleg érvényben lévő rendszerhez. A Dunántúli Kiképző Központ a teljes készenlétet 1997. október 22-én érte el. A katonai szervezet állományát 234 tiszt, 360 tiszthelyettes, 115 szerződéses, 4389 sor, 131 közalkalmazott, tehát összesen mintegy 5229 fő alkotta. Az első kiképzési ciklus sikeres befejezésekor 1998. január 28-án az Göncz Árpád, a Magyar Köztársaság elnöke csapatzászlót adományozott a Dunántúli Kiképző Központnak. A zászlót a Köztársasági Elnök szárnysegédje adta át ünnepélyes keretek között a kiképző központ parancsnokának, majd mindhárom tábori püspök felszentelte azt. 
A honvédelmi miniszter 2/2000 határozatában megalapította a Tapolcai Kiképző Központot 2000. január 3. hatállyal, ezzel egyidejűleg 3/2000 számú határozatában a Dunántúli Kiképző Központot megszüntette. Az új állománytábla következő képen épült fel: 
1. 2. számú kiképzési és üdülési bázis (Badacsonylábdi, Szigliget). 
Az átszervezés után a Tapolcai Kiképző Központ rendszeresített létszáma: 119 tiszt, 184 tiszthelyettes, 61 szerződéses, 2100 sorkatona, 28 közalkalmazott, összesen 2408 fő. 
A 2000. augusztus 15-16-tal kezdődő kiképzési ciklusban az Alföldi Kiképző Központ kalocsai laktanyájából Tapolcára érkezett technikai eszközeivel és személyi állományával egy műszaki kiképző zászlóalj, valamint a 2. és 3. Kiképző zászlóaljakhoz 1-1 kiképző század általános kiképzést folytatni. 
Ezzel egyidejűleg, augusztus 15. hatállyal a MH 8. Kinizsi Pál Harckocsi Dandár "M” szervezetének felszámolása megkezdődött, a technikai eszközöket és felszereléseket átcsoportosították más harcoló és kiképző alakulatokhoz, illetve leadták központi raktárakba. 
2000. októberi 1-én a haderőreform keretében a Tapolca Kiképző Központot ismét átszervezték. 
Az átszervezés után a Tapolcai Kiképző Központ rendszeresített létszáma: 95 tiszt, 200 tiszthelyettes, 68 szerződéses, 1480 sorkatona, 30 közalkalmazott, összesen 1873 fő volt. 
Az átszervezést követően a kiképző központ több mint 20000 katonát, a Dunántúli Kiképző Központ megalakítása óta pedig Tapolcán több mint 45000 katonát képzett ki. A kiképzési feladatok ellátása mellett aktívan részt vettek valamennyi árvízvédelmi munkában is.
A kiképző központ 2006. január 1-én áttelepült Szentendre helyőrségbe, ahol felszámolásra került.

## Parancsnokai
- 1952–1954: Horváth Ferenc főhadnagy.
- 1954–1957: Fenesi János őrnagy.
- 1957–1960: Bogya Imre százados.
- 1960–1965: Bránáth István őrnagy.
- 1965–1968: Medvegy Mihály őrnagy.
- 1968–1976: Tóth László alezredes.
- 1976–1977: Borsits László alezredes.
- 1977–1982: Csorba Mihály alezredes.
- 1982–1989: Megyeri József alezredes.
- 1989–2001: Radics Sándor ezredes.
- 2001–2001: Halász Sándor alezredes
- 2001–2006: Matuz István ezredes

## Szervezeti felépítése, alegységei a felszámolás előtt
| Parancsnokság | Parancsnokság        | Parancsnokság                               | Parancsnokság |
| Kiképző alegységek | Biztosító alegységek | Logisztikai alegységek                      |               |
| --- | -------------------- | ------------------------------------------- | ------------- |
| - Kiképző zászlóalj(harckocsizó, gépjárművezető) - Kiképző zászlóalj(műszaki, tüzér) - Kiképző zászlóalj(gépesített lövész) | - Törzsszakasz       | - Logisztikai század - Egészségügyi központ |               |